# 渡邊耕三
渡邊耕三（わたなべこうぞう、1955年 - ）は、日本の武術家、武術研究家、工業デザイナー、書家。雅号は「志島」。

## 来歴
渡邊耕三は1955年愛媛県に生まれる。就学前より父親から家伝の武術の他、一子相伝にて中国武術（太極拳、蟷螂拳）の手ほどきを受ける。また、複数の日本古武術各流儀の名師の下で武術を修める。
高校卒業後、上京し美術大学に入学。学業を修めて工業デザイナーとなる。その傍ら、1981年9月、26歳で、武術太極拳である日本で最初の陳氏太極拳を看板とする道場「十三勢研究会」を東京都練馬区に創設した。当時は今でいう健康太極拳すら認識が薄く、ましてや武術太極拳は周知するところではなかった。現在、十三勢研究会は東京都、埼玉県及び群馬県で活動している。
2007年7月、渡邊は「志々満流兵法居合術酔夢館」を創始した。現在、埼玉県さいたま市を中心に指導。

## 総説
渡邊耕三は幼少のころより、複数の武術（徒手、武器）を学んだ結果、「全ての武技は簡潔な技術の領域にのみあって、所作は全て日常性へ回帰すべきである」という理念を見出した。また、これを体得した目指すべき身体を「武術的自然体」と位置づけ、以後「武術体」と略称する。
このように複数の流儀の奥を体得した氏は、それらを照らし合わせ、比較検討し、ひとつの流儀では見つけ出せなかった誤謬や破綻を見出した。この地道な照合作業は、古伝の技と理合（りあい）の再構築に至り、本来の古伝がもつ理合の中枢を一切損なうことなく、合理的で総合的な体系化を完成させた。

## 理念
渡邊が古武術を語る際の理念として掲げているもののうち二つの主要理念を抜粋して解説する。
まず一つめは、「古い言葉による表現や神秘的で曖昧模糊とした表現は排除し、明確な定義づけをし、徹頭徹尾、所作や理合の解説を言語化することによって第三者への明解な伝達を実現すること」である。
解説
それは門外漢や研究者の体系や実践を見失った作業ではなく、理合を体得した者が自らの武術体を顧みてのみ可能ならしめたものと言えよう。語彙を駆使してあらゆる角度から表現されたそれは、さまざまな領域におよぶ。例えば、
筋肉の動き、その使用箇所、強度、連携等、またその理由と感覚。
技の動線やそれに伴う力学的、物理学的解釈等。
攻防の理合における精神的、心理的な解釈等。
従来、これらの理解と修得に長い時間が必要であったが、現代の趨勢に照らして、学習者の試行錯誤をより排除する形で短期間に技術と理合の修得を可能にした。武術は世代を超えて正確に受け継がれて行かなくてはならない。
二つめは、「武技は、日常的な動作を反映させて初めて武術性（威力）を発揮して完成に至る」
言い換えれば、武技は修行の結果として日常的な動作へ回帰していくものである、との理念である。
解説
いかに難度の高い技であれ、その技を構成するユニットはなにげない日常に存在する簡潔なものである。それらの技術は体得するに及んで、忘れたり、また出来なくなったりするような複雑なものであってはならない。非日常的な動きはそれ自体の維持に多大な時間を割かねばならず、いずれ技に衰えを生じさせる。スポーツ的な捕らえ方といって過言ではないだろう。
武技はスポーツのそれとは違い、老境に至ってなお衰えるということがない。これすなわち武術体である。例えば自転車に乗る事を考えてみよう。自転車は、一度乗れるようになれば、たとえ何年ブランクがあったとしても乗る能力は一切損なわれない。意図的には、失敗する（こける）ことさえ不可能に近い。これが武技である。武術で習う技も日常的動作に帰していくのである。
さらに、日常性の延長を武技たらしめるということは、個人（学習者）の才能いかんに係わることなく、武術体を目指すに必要な高度な理合を等しく会得することが出来ると言えよう。

## 志々満流兵法居合術酔夢館

### 沿革
2007年7月に、渡邊耕三が志々満流兵法居合術酔夢館を創始。現在、上尾イコス、埼玉県県民活動総合センター、大宮武道館等で活動中。

### 志々満流兵法居合術
渡邊が修得した複数の古伝をもとに再構築した武技と理合を具現すべく創始。現存する古伝の武術は長い歴史を持つ故に、伝承の過程で解釈の違いや誤解、理論の迂回、不整合等を包含している。さらに、失伝や解釈不能の項目等も散見される。渡邊の家伝には、一般に失伝及び解釈不能とされている項目に対して、幾つかは伝承があり再現されたものもある。完全に失われたものはなす術もないが、誤謬や破綻は真摯に理合と向き合うことにより、多くを解決することが出来た。これらの地道な作業を踏まえて、志々満流兵法は整理された簡潔な理合を持つに至たり、試行錯誤を排した合理的な学習が可能となった。
居合とは、常なる状態から、図らずも抜刀し斬り合わなければならない状態への移行を余儀なくされた際、その刹那において、抜けざる刀を抜き、立てざる腰を立て、かわせざる太刀をかわすという術である。そもそも居合とは、常から斬り合いへと移行する際（きわ）をしのぐ術であって、その後は剣術へと移行する。多くの居合術は、この際（きわ）より後の剣術を持たない。志々満流兵法は、居合形を組み太刀へと発展させることにより、本来は立会いに拠るところの間合、緩急、太刀筋、太刀使い、駆引き等の要項を学習する。
以下に術歌を紹介する。
酔生と夢死の狭間に浮き草の　揺蕩ふごとく活くる愉しさ　　　　　　　　　志々満流兵法術歌
　（すいせいと　ぼうしのさまに　うきくさの　たゆとうごとく　いくるたのしさ）
　　　“酔夢館”の由来と中伝歩法”浮き草”を詠む。

### 代表的原理
志々満流兵法がその実践の際に重要視している原理を抜粋して紹介する。
- 三宝（さんぽう）　「飛ぶな、蹴るな、回るな」

これは身体法の口伝である。
いうまでもないが、「飛ぶな、蹴るな、回るな」を国語的、体育的に解釈しても武術の理合を読み取ることにはならない。三宝の履行を動作の基底に据えることにより、所作に対する様々な解釈が容易になる。合わせて、攻防の理合が統合され、誤謬や矛盾も解消された。
- 一拍子

これは太刀使いの口伝である。
一拍子は必須である。これは複数のあらゆる要素を体得しなければ体現できるものではない。
例えば、居合腰を整え、正眼から真っ向に振りかぶり斬り下ろす基本的な素振りでさえも、手、肘、肩、背、胸、腹、腰、脚、足に及ぶ個々の要求を充分に満たしていなければ一拍子たり得ない。一拍子の修行は、素振りに於いてさえもこのような高度な要求を満たすことを求めている。前述の三宝は身体法であるが、太刀使いに言が及べば一拍子を全うする不可欠の要素ともなる。
振り振りて移ろふ花は覚えずも　ふと手に落ちる花もありけり　　　　　　　　　志々満流兵法術歌
　（ふりふりて　うつろうはなはおぼえずも　ふとてにおちる　はなもありけり）

### 要諦（抜粋）
- 主体と客体

一般的には、主体は身体、刀が客体である。主たる身体が客たる刀を操る。しかし、刀を理合に沿って自在に操ることはきわめて難しい。
一様に練度が上がるほど操刀の難度も上がり、高度な要求を満たそうとするほど、刀がやすやすとは抜けなくなるものである。そこで、刀が客体であることを一度払拭しなければならない。
身体を客、刀を主と意識の転換を行い、主たる刀にまとわり付く鞘を始めとする身体を剥ぎ取るように刀を抜く。言い換えれば、刀を露にするのである。この刀からの剥ぎ取りが滞りなく行えるならば、再度、刀を客体とした高い要求を満たす抜刀が可能となる。
更に、高度な操刀を述べるならば、刀と身体は主客一体のものと解釈を進めなければならない。前述の主客の変換はこれに到達させうる。
家伝書（田宮神剱流居合要諦拾遺）には、以下のごとく記されている。
抜き付くるに体を用いざるべし。
将に吾を陽となし外を陰となして合する処に太刀あるべし。
陰陽は三方に開きてその向かふ処を知らず。
神気充ち足れば瞬きに遅るることあらざるなり。
- 構成

形
初伝　／　表・裏　各７本
初伝　／　表：吹揚、左割、右割、後割、翻筋斗（もどり）、網代、山風（やまじ）
中伝　／　表・裏　各７本、他
奥伝　／　表・裏　各７本、他
小太刀

## 十三勢研究会

### 沿革
1981年9月に、渡邊耕三が陳氏太極拳の道場として東京都練馬区に創設。練馬区立総合体育館において教授を開始した。現在、東京都練馬区立総合体育館、埼玉県さいたま市大宮スポーツ会館、群馬県伊勢崎市公共施設にて活動している。

### 陳氏太極拳
陳氏太極拳には、小架式、大架式、新架式、老架式などと称せられる伝承があり、陳家溝を始めとして河南省の黄河流域の村々には古くから多数の伝承がある。太極拳は武術である。太極拳の練法は、運気主体の練功法と、発勁、化勁主体の武術的練功法を併含する。ゆえに発勁法、化勁法を抜きに語ることはできない。套路を学習するにあたり、真っ先に発勁法の修得が求められる。
発勁を語るに及んで、中国武術の分類である「外家拳」と「内家拳」に触れたい。外家拳は屈強な肉体を用いて技を駆使する拳法であり、内家拳は家族を単位とした老若男女がなべて使用できる理合を持っている拳法である。つまり、弱者のための拳法といえる。外家拳は、充分な間合いをとって打ち込んでくる長打（尺勁）を主力とする。太極拳ではこの打突に対し、間合いをつめ短打を用いる。太極拳は小さな間合いを盾とし、長打の威力を化勁でかわし、短打（寸勁、分勁）による発勁で対応する。
このことが太極拳の大きな特色となっていることを忘れてはならない。套路の緩やかで大きくまろやかな動作からは想像しがたいことだが、この動き全てが短打での発勁法となる。動作の印象から太極拳が大きく伸びやかな戦闘法であると解釈するのは間違いである。

### 代表原理
十三勢研究会のいう太極拳の代表原理を抜粋して紹介する。
- 短打（寸勁、分勁）の発勁は太極拳の武術原理である

套路の所作は短打発勁法の羅列であり、「発勁、化勁」が明確に表現されている。套路を学ぶ際には、短打とその運用形態を学ばねば太極拳の稽古とは言えず、これは初学者から上級者まで各人の修得段階に応じて学習する。決して、運気の練功のみに偏ることのないよう心掛けなければならない。例えば、大架の老架式は運気の為の練功法である。
また、その教授と学習のさい冒頭の理念に基づき、身体運用法等は、具体的な内容から感覚的な要素に至るまで、明解な理合と実践をもって解説されなければならない。
- 三宝（さんぽう）　「飛ぶな、蹴るな、回るな」

十三勢研究会では、志々満流兵法の項で述べた三宝を、太極拳においても重要な原理と考えている。武術の普遍的な身体法の基底となる必須要項と位置づけているからである。よって、套路:（徒手、剣、刀等）の稽古の際にも三宝の実践を高く要求される。

### 要諦（抜粋）
- 推手

単手平円から乱採花まで、各人の修得度合いに応じて稽古をする。推手は、相手と手を合わせる為、非常に具体的な感覚として、発勁法（発勁、化勁）、それに伴う身体運用の法則や運気の理解が深まる。套路は自分自身と向き合うことによって、自らの感覚や運気、勁の流れや運用を見つめ、推手は彼と向き合うことによって、間合いや変化や量を学ぶ。彼を学ぶ事で自らの套路に具体性を持たせるのである。
- 日常性への回帰

歩行を例にあげてみよう。通常、歩行は踵から地面を離れ踵から着地する、という動作を一歩として行う。しかし、これを自分の日常的動作として認識することは少ない。太極拳の稽古は、ゆっくりと大きく伸びやかに運動する。これは明らかに非日常である。
非日常的な緩慢で大きな動作を行いつつ自らの身体の情報を学習していく上で、日常的動作の分析が行われ、踵から離れ踵から着地するという歩行の形態が整理された情報として認識される。一旦、非日常へ意識を移行させる事で日常を見つめなおすのである。
武技は、このように整理された情報としての日常を使用する。
- 学習套路

1. 徒手　　　小架系伝統套路・頭套十三勢、他一套。大架系・一套（入門用）
2. 剣　　　　 震爍架　一套
3. 刀　　　　 十三刀　一套
4. 推手　　　単手平円に始まり乱採花に及ぶ